# Hilarigona connexiva
Hilarigona connexiva är en tvåvingeart som beskrevs av Collin 1933. Hilarigona connexiva ingår i släktet Hilarigona och familjen dansflugor. Inga underarter finns listade i Catalogue of Life.